# La Oreja de Van Gogh
«La Oreja de Van Gogh» (произн. Ла Орэ́ха дэ Ван Го́г, с исп. "Ухо ван Гога") — испанская поп-рок группа. Образована в 1996 году.
Группа добилась признания уже со своим первым альбомом Dile al sol. Альбом появился в 1998 году и включал такие песни, как «El 28», «Soñaré» y «Cuéntame al oído», и сейчас остающиеся одними из самых известных работ коллектива.
В 2007 году, когда La Oreja de Van Gogh была одной из самых известных испанских групп, вокалистка Амайя Монтеро решила покинуть её и начать сольную карьеру. Четыре оставшихся участника немедленно заверили, что несмотря на уход Амайи группа не распадётся; они остаются вместе и сейчас пишут песни для нового альбома, который намерены выпустить в 2008 году.
14 июля 2008 года группа представила прессе свою новую солистку. Ею стала 29-летняя Лейре Мартинес, которая к тому времени была известная в Испании как финалистка телевизионного конкурса «Factor X» (испанской версии шоу «X Factor»). Также было объявлено, что уже скоро, а именно 2 сентября, выйдет их новый альбом.

## История
1996-1997: Начало
Прежде чем Амайя Монтеро присоединилась к своим будущим коллегам в 1996 году, группа была уже сформирована годом ранее в городе Сан-Себастьян. Пабло Бенегас играл на гитаре, Альваро Фуэнтес — на бас-гитаре, Хаби Сан Мартин — на клавишных, а Харитц Гарде — на барабанах. Это была группа, исполнявшая каверы на песни известных коллективов, таких как U2, Pearl Jam или Nirvana.
После попыток найти вокалиста среди своих знакомых, Пабло Бенегас познакомился с Амайей Монтеро на ужине с друзьями. Услышав, как она поет, Пабло настоял на том, чтобы она прошла прослушивание с группой. По итогам прослушивания все сошлись во мнении, что она должна стать вокалисткой группы.
С её присоединением группа решила сосредоточиться на поиске названия, и когда в разговоре появилась история о Винсенте ван Гоге и его отрезанном ухе, было решено назвать группу «La Oreja de Van Gogh» (Ухо Ван Гога).
Только после того как они подали заявку на конкурс Pop-Rock Ciudad de San Sebastián, группа записала свою первую демо-ленту, которая включала три неизданные на тот момент песни на английском языке: «Don’t Let Them», «One of These Days» и «The Worst Nightmare». Последняя стала первоначальной версией песни, которая впоследствии вошла в их дебютный альбом под названием «Pesadilla» (Кошмар). Также была записана не изданная ранее композиция «Quisiera». Несмотря на неудачу в первом попытке, группа попыталась снова в следующем году. В 1997 году они выиграли VI конкурс Pop-Rock Ciudad de San Sebastián. На конкурс они отправили демо, которое включало песни «Viejo cuento», «Dos cristales», «Aquella ingrata» и «El árbol». Два первых трека стали частью их дебютного альбома, выпущенного в 1998 году, а два последних вошли в переиздание альбома Guapa под названием Más Guapa, выпущенное в 2006 году.
Благодаря победе на конкурсе их песни начали звучать на местных радиостанциях, а также группа смогла записать CD с четырьмя треками, что вдохновило их продолжать отправлять демо в музыкальные лейблы. Они подготовили несколько конвертов для разных компаний, но в конечном итоге, по словам Амайи, из-за своей неорганизованности отправили только одну песню в одну компанию — Sony Music. Вскоре они получили звонок от компании, которая сообщила, что им понравилось демо, и спросила, сколько песен у группы. Как уже было сказано, у группы было только три песни, но они рассказали, что написали 25. Летом того же года, за два месяца, они сочинили ещё 18 песен, которые вошли в их дебютный альбом Dile al sol. В начале существования группы также был шестой участник — Луис Мейер, который покинул коллектив до того, как они стали широко известны.
1998-1999: Дебютный альбом Dile al sol
После победы на конкурсе Pop-Rock Ciudad de San Sebastián группа смогла связаться с Дженнифер Чес, охотницей за талантами из звукозаписывающей компании Epic. Она согласилась выполнить просьбу группы и прослушала их демо, в котором были собраны все композиции, которые группа написала на тот момент.
В этот момент к делу подключился Рафаэль Беррио, который помог написать текст для песни «Qué puedo pedir». Похоже, Иниго Аргоманиас помогал ребятам адаптироваться в музыкальной индустрии. Он позвонил своему другу Рафаэлю Беррио и убедил его помочь группе. Это сотрудничество дало группе достаточно материала для выпуска дебютного альбома.
Наконец, они отправляются в Мадрид, чтобы записать свой первый альбом Dile al sol. Для записи песен альбома был выбран студия Алехо Стивела. Стивел, который ранее был участником группы Tequila, не только помог им с советами по музыкальному развитию, но и пригласил несколько известных исполнителей для участия в дебютном альбоме. Среди них были микель Эрентсун и Тчетсо Бенгоэчеа, которые также сыграли важную роль в продвижении альбома. В итоге, 17 мая 1998 года альбом Dile al sol был выпущен на испанском рынке.
Первым синглом, который был выбран для представления альбома, стала песня «El 28». Название композиции отсылает к автобусу 28 линии Сан-Себастьянской автобусной компании, который возил участников группы в район Амара, где находилась их студия. Этот сингл стал подготовкой к следующему, более успешному синглу «Soñaré», который помог группе приобрести известность в Испании. После нескольких других песен группа получила премию Ondas как «Артист года».
Кроме того, группа отправилась в тур по всей Испании, который длился почти год (с Рождества 1998 года по конец 1999 года), давая более 150 концертов. Позже они также отправились в совместный тур с ветеранами испанского рока — группой Hombres G.
Несмотря на то, что Dile al sol не стал хитом сразу, достигнув только 54 места в чарте в Испании, продажи альбома значительно возросли с выходом второго сингла. Со временем альбом разошелся тиражом 800 000 экземпляров, что означало получение восьми платиновых дисков.
2000-2002: El viaje de Copperpot
После выпуска Dile al sol группа начала работать над своим вторым студийным альбомом. El viaje de Copperpot был записан в студии Du Manoir во французских Ландах, с продюсером Нигелем Уокером. Название альбома было выбрано после того, как участники группы смотрели детский фильм Гуниес в французской студии. Искатель сокровищ, появляющийся в фильме, Честер Куперпот, стал источником вдохновения для названия альбома. El viaje de Copperpot был выпущен 11 сентября 2000 года и занял 64-е место в испанских чартах. Альбом также был сертифицирован как платиновый в США.
Этот альбом представил более свежие электрические звуки, открывшиеся для европейских музыкальных тенденций. В нем было 12 композиций с зажигательными хоровыми партиями, которые подчеркнули опыт и музыкальный рост группы. Первым синглом для продвижения альбома была выбрана песня «Cuídate», которая была похожа на стиль Dile al sol, но также открывала новые музыкальные горизонты. Позже были выпущены такие песни, как «París», «La playa», «Soledad» и «La chica del gorro azul».
С дебютным альбомом группа также начала завоевывать популярность в Латинской Америке, но настоящий успех пришел только с выпуском El viaje de Copperpot. В Мексике группа стала популярной благодаря синглу «Cuídate», что помогло увеличить продажи альбома в этой стране. Это был первый случай, когда они заполнили Национальный аудиторий в Мехико в феврале 2002 года. После тура по Южной Америке группа вернулась в Испанию, где узнала, что их второй альбом разошелся тиражом более 1 000 000 копий. Кроме того, был выпущен первый DVD группы, который включал большинство их видеоклипов, а также дополнительный материал.
2003-2005: Lo que te conté mientras te hacías la dormida
28 апреля 2003 года группа выпустила свой третий альбом Lo que te conté mientras te hacías la dormida. Первым синглом из альбома стала песня «Puedes contar conmigo», написанная Амайей Монтеро при поддержке Хаби Сан Мартина. После этого началась активная фаза продвижения и гастролей. 13 мая 2003 года группа презентовала альбом в мадридской клубе Pachá, где исполнила несколько новых песен в рамках Gira Movistar совместно с группой El Canto del Loco.
Группа отправилась в масштабное турне, которое охватило более 60 городов Испании, а также включало выступления в Мексике и Франции, где они дважды играли в Париже. В связи с этими концертами была выпущена специальная версия альбома Paris, которая включала новую версию песни «París», исполненную в дуэте с Пабло Вильяфранкой. Это был третий альбом группы, получивший статус алмаза. Альбом был сертифицирован как двукратный платиновый в США.
После завершения гастролей группа выпустила CD+DVD с лучшими моментами своих выступлений, который назывался Lo que te conté mientras te hacías la dormida - EN DIRECTO. Этот релиз разошелся тиражом 50 000 копий в Испании (Золотой диск) и 10 000 копий в Мексике. Для продвижения альбома были выпущены такие синглы, как «Puedes contar conmigo», «20 de enero», «Rosas», «Deseos de cosas imposibles», «Vestido azul», «Bonustrack» и «Historia de un sueño».
Группа также отправилась на фестиваль Viña del Mar в Чили в 2005 году. Этот фестиваль награждает артистов только Антилордами (Золотая и Серебряная Антилорды), однако, после выступления, чилийская публика была настолько восторжена, что блокировала сцену в течение 25 минут, пока группа не вернулась на сцену и не получила Гавиоту Серебра, высшую награду фестиваля. После этого они были признаны самым популярным артистом фестиваля. Lo que te conté mientras te hacías la dormida разошелся тиражом в 88 000 копий в Чили и стал самым продаваемым физическим альбомом XXI века в этой стране. В том же году группа посетила Японию с участием в Экспозиции Айчи, где почти 1000 человек смогли увидеть их два концерта.
2006-2007: Guapa, Más guapa и уход Амайи Монтеро
В 2006 году группа отметила 10 лет с момента своего основания, выпустив свой четвертый альбом Guapa и специальный юбилейный комплект LOVG 1996-2006, который включал три первых альбома группы, эксклюзивный CD с редкими композициями и DVD с записью их гастролей 2003 года. Этот альбом также стал первым в Испании, который был выпущен для мобильных телефонов раньше, чем для обычных музыкальных магазинов. В том же году группа записала версию своей песни «Dulce locura» на языке симлиш для видеоигры Los Sims 2: Mascotas, выпущенной на испанском рынке.
В феврале 2007 года группа вернулась на Фестиваль международной песни в Вине-дель-Мар, где вновь была признана самой популярной группой, как и в 2005 году. На этом фестивале они подарили свою премию Антворчу Золота фанату с инвалидностью. Guapa также принесла группе премию Грэмми Латино в номинации «Лучший вокальный поп-альбом дуэта или группы».
Первым синглом для продвижения Guapa была выбрана песня «Muñeca de trapo». Интересно, что эта песня была подвергнута цензуре на нескольких радиостанциях Латинской Америки из-за обвинений в наличии «сатанинских» сообщений. Второй сингл, «Dulce locura», стал столь же успешным, как и первый. Следующий сингл, «Perdida», не имел такого же эффекта, а выпущенный позже четвёртый сингл «En mi lado del sofá» стал частью переиздания альбома Más guapa, которое содержало сборник песен за 10 лет существования группы. Именно с этого момента начали ходить слухи о возможном распаде группы. В отличие от предыдущих альбомов, Guapa была продвигаться только с четырьмя синглами. Тем не менее, альбом достиг первой позиции в испанских чартах и был сертифицирован как платиновый в Мексике.
В рамках продвижения Guapa группа отправилась в несколько туров. Первый, названный Guapa Tour Seat (по названию автомобильного спонсора), начался в Чили и охватил несколько стран Южной Америки. Затем они вернулись в Испанию для трёхмесячного тура. В 2007 году группа также участвовала в туре Gira LKXA, организованном радиостанцией Los 40 Principales, в котором они выступали совместно с Coti и Dover. Их последний концерт состоялся 29 июня 2007 года в Агавиве, Тенерифе, где они объявили о временном перерыве для работы над пятым альбомом. Однако никто не ожидал, что этот перерыв окажется связан с уходом Амайи Монтеро.

19 ноября 2007 года Амайя объявила, что покидает группу после 11 лет участия, чтобы начать сольную карьеру. Она написала:
«Я хочу сообщить всем тем, кто меня поддерживает и любит, что это было самое трудное решение в моей жизни. 11 лет, которые я провела с La Oreja de Van Gogh и всё, что я пережила с ними, навсегда останется в моем сердце и моей голове. Но я чувствую, что пришло время начать новый этап в моей жизни и начать сольную карьеру. Это решение вызывает у меня как радость, так и страх. Я слышала много глупостей о моих отношениях с ребятами из группы, и могу сказать лишь, что последние годы я провела с ними больше времени, чем с кем-либо, и люблю их как братьев. Я многому научилась у них. Я желаю им всего наилучшего и кто знает, что нас ждет в будущем. Спасибо всем. Огромный поцелуй.»

— Амайя Монтеро
В ответ на это, оставшиеся участники группы написали:
«Мы хотели сообщить вам, что несколько недель назад Амайя решила не продолжать с нами в La Oreja de Van Gogh, чтобы начать свою сольную карьеру. С того момента, как мы узнали об этом решении, мы почувствовали большую грусть, не только по очевидным музыкальным причинам, но и из-за всех тех лет, которые мы провели вместе, и тех моментов, которые мы могли бы еще разделить. Тем не менее, несмотря на то, что нам хотелось бы, чтобы Амайя осталась с нами, мы желаем ей удачи в новом этапе ее жизни. С нашей стороны, мы уверены, что у нас еще осталось много песен для написания, и мы уже работаем над новым альбомом, который планируем выпустить в 2008 году. До того времени, большой привет всем, и особенно тем, кто нас поддерживает.»

— Пабло, Альваро, Харитц и Хаби, La Oreja de Van Gogh
В результате ушедшей Амайи и недостаточной рекламной поддержки, Guapa не имел такого успеха, как предыдущие альбомы. Также была выпущена итальянская версия альбома, в которой первые два сингла («Muñeca de trapo» и «Dulce locura») были исполнены на итальянском языке под названиями «Bambola di pezza» и «Dolce follia». К сожалению, из-за отсутствия продвижения и ухода Амайи, альбом не достиг должного успеха. Таким образом, Guapa стал последним студийным альбомом группы с участием Амайи Монтеро.
2008-2009: A las cinco en el Astoria и дебют Лейре Мартинес
24 июня 2008 года группа выпустила сборник хитов LOVG - Grandes éxitos, который стал последней компиляцией с песнями, записанными с Амайей Монтеро. Альбом достиг 11-й позиции в испанских чартах и 32-й в Мексике. Он также получил золотой диск в Испании.
В марте 2008 года начали появляться слухи о том, что новой вокалисткой группы станет Лейре Мартинес, бывшая участница первого сезона испанской версии Factor X. В следующем месяце, через официальные каналы, группа сообщила, что они пока не могут раскрыть имя нового члена, однако местная газета El Diario Vasco 16 мая 2008 года уже сообщила, что Лейре Мартинес будет новым солистом группы. В это время она уже находилась во французской области Ланд с группой, записывая новый альбом. 14 июля 2008 года Лейре была официально представлена как вокалистка на пресс-конференции в Casa de América в Мадриде.
2 сентября 2008 года был выпущен пятый студийный альбом группы A las cinco en el Astoria, а первым синглом с него стала песня «El último vals». Этот сингл занял 43-е место в чартах Испании и стал платиновым благодаря скачиваниям и рингтонам. Альбом достиг 1-го места в Испании и 20-го в Мексике, также получив платиновый статус в Испании. Вскоре группа отправилась на промо-тур, в рамках которого они сыграли несколько концертов, включая гастроли по Мексике.
В октябре 2008 года был подтвержден второй сингл с альбома — «Inmortal», который был презентован на чилийском телешоу El baile en TVN. На этом же шоу группа выступила с песней «El último vals» и анонсировала, что видеоклип на «Inmortal» будет снят в Вальпараисо (Чили). В декабре того же года было подтверждено, что третьим синглом станет композиция «Jueves», клип на которую был выпущен 18 декабря. Эта песня была посвящена террористической атаке 11 марта 2004 года в Мадриде. Для клипа было снято две версии — с участием группы и без них.
17 апреля 2009 года был представлен сингл «Europa VII», который стал популярным на радиостанциях Los 40 Principales, а клип был выпущен 31 мая того же года. В ноябре 2009 года альбом A las cinco en el Astoria разошелся тиражом в 500 000 копий.
Для продвижения нового альбома группа отправилась в первый тур с Лейре Мартинес, который начался в марте 2009 года в родном городе группы, Сан-Себастьяне. 22 сентября 2009 года они выступили в Мексике, где получили золотой диск за высокие продажи A las cinco en el Astoria. Там же был анонсирован их тур Juntos e Inolvidable Tour, который они провели в сопровождении мексиканской группы Reik, выступив в крупных городах Мексики.
Через два дня после получения золотого диска в Мексике, группа снова получила платиновый диск в Испании за продажи A las cinco en el Astoria. На сегодняшний день альбом имеет 4 платиновых диска в Испании.
Этот период стал важным для группы, поскольку он стал временем их первого опыта с новым вокалистом Лейре Мартинес, а также укрепил их позиции на международной арене, особенно в Латинской Америке, где группа продолжала расширять свою популярность.
2009-2010: Nuestra casa a la izquierda del tiempo и Un viaje al Mar Muerto
В 2009 году La Oreja de Van Gogh удивила своих поклонников анонсом новых проектов. 10 сентября радиоведущий Тони Агилар в программе Los 40 Principales представил новый сингл группы — это была обновленная версия их классической песни «Cuéntame al oído», выпущенной в 1998 году, теперь с оркестровым сопровождением. Этот сингл стал частью нового акустического альбома группы под названием Nuestra casa a la izquierda del tiempo. Альбом включал как старые хиты группы с Амайей Монтеро, так и более новые песни с Лейре Мартинес, все они были перепеты в более интимном акустическом звучании с оркестровыми аранжировками. Как пояснили сами музыканты, идея записать акустический альбом или unplugged была с ними еще с самых первых дней, но из-за огромного успеха и плотного графика они не могли реализовать этот проект до 2009 года, когда было принято решение воплотить его в жизнь.
Запись на Мертвом море: Для продвижения альбома группа в конце октября 2009 года отправилась в Израиль, где они записали концерт в районе кратера Рамон, на побережье Мертвого моря. Концерт прошел с сопровождением оркестра, а также в нем приняли участие другие артисты, такие как испано-израильский певец Давид Броза, с которым группа записала песню «Jueves» на иврите, и арабская певица Мира Авад, с которой они исполнили эту же песню на арабском языке. Изначально проект планировался как документальный фильм, однако вскоре он превратился в полноценную картину, которая была снята на английском, арабском и испанском языках. Фильм был снят режиссером Чино Мойей и профинансирован Casa Sefarad-Israel, испанской организацией, работающей над укреплением отношений между Испанией и Израилем, а также с еврейскими общинами по всему миру.
Концерт не только был запечатлен в фильме Un viaje al Mar Muerto, но и стал значимым событием для группы, так как они смогли собрать 900 зрителей в зале Reading в Тель-Авиве. Фильм продемонстрировал как сам концерт, так и закулисные моменты работы группы, показывая, как музыка La Oreja de Van Gogh переплетается с богатым культурным контекстом Израиля и арабского мира.
Выпуск и коммерческий успех: Альбом Nuestra casa a la izquierda del tiempo был выпущен в декабре 2009 года и сразу же стал успешным в Испании. Он получил золотой диск спустя 22 недели с момента релиза и занял 3-е место в чарте самых продаваемых альбомов. Несмотря на некоторую настороженность фанатов, которые привыкли к версии песен с Амайей Монтеро, альбом был положительно воспринят и оказался популярным. 10 и 11 апреля 2010 года в Мадриде и Барселоне состоялись премьеры фильма Un viaje al Mar Muerto, а 13 апреля 2010 года вышла переизданная версия альбома, которая включала в себя DVD с фильмом и книгу на 96 страниц с не опубликованными ранее фотографиями.
Награды и признание: В ноябре 2009 года La Oreja de Van Gogh было сообщено, что группа удостоилась одной из самых престижных наград города Сан-Себастьян — Tambor de Oro. Церемония вручения награды состоялась 20 января 2010 года, в день Tamborrada de San Sebastián, традиционного праздника города, который группа увековечила в своей песне «20 de enero». Это признание еще раз подчеркнуло статус группы как одного из ведущих музыкальных коллективов Испании.
Тур и новые проекты: В конце февраля 2010 года группа анонсировала продолжение гастролей в поддержку альбома Nuestra casa a la izquierda del tiempo в 2010 году. Они запланировали около 120 концертов по Испании и за рубежом, которые должны были продолжаться до конца июля 2010 года. После этого группа планировала сосредоточиться на создании нового альбома. Между тем, 18 апреля 2010 года на официальном сайте группы была опубликована новая, еще не издававшаяся песня «Historia de amor», написанная по инициативе фанатов. В рамках этой акции группа попросила поклонников присылать свои истории любви, а сама композиция была записана в репетиционном зале. В дополнение к песне был выпущен видеоклип, на котором группа исполняет композицию.
Резюме периода: 2009-2010 годы стали важным этапом в карьере La Oreja de Van Gogh. Этот период был отмечен выпуском акустического альбома, который сочетал в себе новые и старые хиты, а также съемками фильма Un viaje al Mar Muerto, который запечатлел удивительное музыкальное путешествие по Израилю. Группа продолжала успешно продвигаться на международной арене, укрепляя свои позиции в Испании и Латинской Америке, а также получая престижные награды, такие как Tambor de Oro, который стал еще одним подтверждением их статуса в испанской музыкальной культуре.
2011–2012: "Cometas por el cielo"
16 июля 2011 года на радиошоу Del 40 al 1 (40 Principales) был представлен первый сингл альбома Cometas por el cielo — «La niña que llora en tus fiestas». Альбом поступил в продажу 13 сентября. Он был записан в Жироне, в Music Lan Recording Studios, сведён в Стокгольме и мастерингом занимался Бьорн Энгельман. Обложку альбома и сингла разработал французский иллюстратор и эксперт по цифровым технологиям Серж Биро. Группа работала над созданием альбома полтора года. В интервью на Los 40 во время премьеры «La niña que llora en tus fiestas» Пабло Бенегас заявил, что это шестой альбом группы, и впервые его продюсером стал Симон Нордберг. Позже Бенегас упомянул, что первоначально на роль продюсера рассматривался Пер Гессле из шведской группы Roxette.
На Del 40 al 1 3 сентября было объявлено, что с 5 сентября в ежедневных выпусках радиошоу будет эксклюзивно представляться по одной новой песне в течение недели. Спустя шесть дней после выхода, альбом сразу возглавил список Promusicae из 100 самых продаваемых альбомов в Испании, удерживая первую позицию две недели подряд. На седьмой неделе продаж альбом получил золотой статус в Испании, преодолев отметку в 30 000 проданных копий. В Мексике альбом достиг 21-й позиции. Группа была номинирована на Premios 40 Principales 2011 в категориях «Лучший испанский альбом» и «Лучший испанский артист или группа», победив в последней на церемонии, которая состоялась 9 декабря того же года в Дворце спорта Мадрида. Также альбом был номинирован на ежегодную премию TVE как лучший альбом года в Испании. В конце января альбом получил платиновый статус.
Песня «Cometas por el cielo» стала вторым синглом, возглавив чарты Los 40 Principales. Этот сингл провёл 38 недель в списке самых транслируемых песен, в то время как третий сингл, «Día cero», оставался там 9 недель. Также были выпущены промосинглы: «Las noches que nunca mueren» для продвижения туризма в Канкуне и «Promesas de Primavera» для продвижения туризма в Стране Басков.
На Premios 40 Principales 2012 группа получила две номинации в испанских категориях: «Лучший видеоклип» за «Cometas por el cielo» и «Лучший тур», выиграв в последней номинации.
2012–2013: "Cometas por el cielo EN DIRECTO" и Plan B
После успеха и теплого приема альбома Cometas por el cielo, компания Sony Music решила записать во время тура живую версию альбома вместе с DVD. В начале сентября 2012 года группа выпустила Cometas por el cielo – En directo desde América — CD и DVD, подводящие итог Tour Cometas por el cielo. Для этого были записаны концерты в Мексике и звуковая репетиция в пустыне Аргентины. Этот альбом стал своеобразным подарком для публики Латинской Америки и вторым концертным альбомом группы, но первым с Лейре.
Кроме этого, группа участвовала в проекте Plan B или Plan Ballantine’s, целью которого было возродить дух музыкального сотрудничества в социальных сетях. Первая версия проекта под руководством музыканта Карлоса Джина предполагала, что участники могли добавить свои голоса или инструменты к опубликованному треку. Группа попросила фанатов прислать им истории — реальные или вымышленные — из которых они выбрали одну для создания песни. В рамках проекта Plan Ballantine’s группа создала музыкальную дорожку без текста, чтобы фанаты могли поучаствовать в написании будущей песни. Результатом стала композиция «Otra vez me has sacado a bailar», которую выбрали из более чем 15 000 предложений.
В 2012 году группа получила несколько сертификаций в Испании за успех предыдущих альбомов. Так, Cometas por el cielo стал платиновым в январе, а в сентябре альбом A las 5 en el Astoria получил четыре платиновых диска, а Lo que te conté mientras te hacías la dormida — пятнадцать платиновых дисков.
2013–2015: "Primera fila"
12 июля 2013 года группа объявила через свой аккаунт в Twitter о начале работы над новым альбомом, который был записан в формате Primera Fila в Мехико. В альбом вошли 15 композиций: классические песни в новых аранжировках, дуэты с такими исполнителями, как Абель Пинтос, и четыре новые песни: «María» с Наталией Лафуркаде, «Una y otra vez», «El primer día del resto de mi vida» и «Cuando dices adiós». Также альбом содержал документальный фильм о творческом пути группы. Альбом вышел 29 октября 2013 года. Первым синглом стал «El primer día del resto de mi vida», за ним последовал дуэт «María».
Альбом был ориентирован на американскую аудиторию, поэтому основная его промоция проходила в Мексике: выступления, интервью для радиостанций и телеканалов, автограф-сессии в торговых центрах. Альбом получил двойной золотой диск в Мексике за продажу более 60 000 копий. В феврале 2015 года группа завершила тур Primera Fila концертами в Аргентине, где альбом также получил платиновый статус.
Альбом получил сертификации в Мексике, Аргентине, Венесуэле и других странах. В Испании он занял 6-е место в чарте продаж и провел 21 неделю в списке. По всему миру было продано около 200 000 копий. Сингл «El primer día del resto de mi vida» стал хитом в Латинской Америке, одним из самых популярных треков группы с миллионами просмотров на YouTube. В Испании песня получила золотой диск.
Солистка Лейре Мартинес в это время находилась в прекрасной форме как в личной, так и в профессиональной жизни. 18 октября 2014 года она вышла замуж за Хакобо Бустаманте.
2016–2018: "El planeta imaginario" и двадцатилетие группы
В июне 2016 года группа начала запись нового студийного альбома в студии Le Manoir в Ландах (Франция), где ранее уже записала пять своих альбомов. Продюсером альбома выступил Аурэо Бакайро, а финальное сведение было завершено в Лос-Анджелесе. В сентябре группа анонсировала название нового альбома — El planeta imaginario — и выпустила первый сингл «Verano», который в 2024 году получил статус золотого диска в Испании. В первую неделю продаж альбом занял первое место в испанских чартах продаж (PROMUSICAE) и девятое место в чарте Top Latin Albums по версии Billboard в США. Альбом был сертифицирован как "золотой" в Испании за более чем 20 000 проданных копий и оставался в чартах 48 недель.
Среди наград альбома выделяются Premio Nervión, врученная на гала-концерте в честь 30-летия "Radio Nervión" в Баракальдо, и Premios Dial — ежегодная награда радиостанции Cadena Dial, которая отмечает самых успешных испаноязычных исполнителей. В декабре 2016 года стартовал тур El Planeta Imaginario Tour с концерта в Витории. Тур длился два года, охватив Испанию, США и Латинскую Америку. Особое внимание привлёк концерт в апреле 2017 года в Риобамбе (Эквадор), который собрал более 40 000 человек на Олимпийском стадионе.
В начале 2017 года был выпущен второй сингл, «Diciembre», чей клип, из-за производственных задержек, вышел спустя три месяца после премьеры песни. Как и «Verano», песня стала одной из самых популярных на испанских радиостанциях Cadena Dial и Cadena 100.
В апреле был выпущен третий сингл, «Cuando menos lo merezca», выбранный фанатами через голосование в официальном Twitter-аккаунте группы. Другими претендентами были песни «Camino de tu corazón» и «Intocables». Интересно, что «Camino de tu corazón» первоначально планировалась Sony как первый сингл, но группа отклонила эту идею, опасаясь, что фанаты не примут ритм в стиле реггетон.
В июле группа выпустила четвертый сингл, «Estoy contigo», записанный заново с участием одиннадцати испанских артистов, таких как Ана Торроха, Меленди, Розален и Ванеса Мартин, в сотрудничестве с Fundación Alzheimer España. Все вырученные средства были направлены на помощь больным болезнью Альцгеймера. Песня стала Лучшей национальной песней по версии фанатов портала Spanish Awards, заняв первое место в iTunes Испании и позже получив статус золотого диска в 2024 году.
Для фанатов стало неожиданностью объявление 8 июня 2018 года о выходе нового промосингла «Esa chica», созданного в сотрудничестве с коммерческим представительством Pro Ecuador в Испании. На этом этапе завершился тур El Planeta Imaginario, который длился почти два года и включал более 140 концертов.
2018-2019: "La chica del espejo" и "Confía en el viento"
В сентябре 2018 года группа была выбрана для записи благотворительного сингла, посвящённого борьбе с раком молочной железы, в рамках кампании Cadena 100 Por Ellas. Группа представила песню «La chica del espejo», которая вошла в сборник Por Ellas 2018 вместе с композициями других исполнителей. Песня дебютировала на первом месте в iTunes Испания, оставаясь там неделю, и достигла 11-й позиции в чарте самых продаваемых синглов Испании, став наиболее успешным синглом группы в эпоху стриминга.
21 июня 2019 года группа впервые участвовала в создании музыки для кино, выпустив песню «Confía en el viento» — главную тему анимационного фильма Элькано и Магеллан: Первое кругосветное путешествие. Композиция была записана на трёх языках: баскском, английском и испанском. Версии на баскском и английском языках исполнила Лейре Мартинес, а продюсером выступил Карлос Жан. Песня была номинирована на премию Гойя в категории "Лучшая оригинальная песня". Лейре также озвучила одного из второстепенных персонажей фильма.
В сентябре 2019 года группа объявила о начале работы над восьмым студийным альбомом, приступив к написанию новых песен.
2020-2022: "Un susurro en la tormenta" и сборник "Esencial LOVG"
В апреле 2020 года группа представила первый сингл нового альбома — «Abrázame», а в сентябре выпустила сам альбом под названием Un susurro en la tormenta. Из-за пандемии COVID-19 видеоклип на «Abrázame» был выполнен в формате анимации с использованием акварельных эффектов. Песня достигла третьего места в iTunes Испания и стала популярной на YouTube, собрав более 10 миллионов просмотров за две недели.
В июне 2020 года группа выпустила промопесню «Te pareces tanto a mí», которая, несмотря на то что не стала официальным синглом, достигла первого места в iTunes Испания. Вторым синглом альбома стала песня «Durante una mirada», впервые исполненная дуэтом Лейре Мартинес и клавишника группы Чаби Сан Мартина.
18 сентября 2020 года альбом Un susurro en la tormenta дебютировал на первом месте в чартах Испании и Мексики. Несмотря на пандемию, в декабре 2020 года стартовал тур Un Susurro en la Tormenta Tour, который продолжался до 2022 года, охватывая более 100 концертов в Испании, Латинской Америке и США, на которых присутствовало более 400 000 зрителей.
В 2021 году группа выпустила сингл «Sirenas», посвящённый теме терроризма ETA, что вызвало широкий резонанс. В июне Sony Music выпустила сборник Esencial LOVG, включивший хиты группы, однако без участия самих музыкантов.
В 2021 году группа продолжила традицию выпуска рождественских песен, представив версию Blanca Navidad. К середине 2022 года началась работа над следующим альбомом, релиз которого был запланирован на 2023 год.
2023-2024: Acoustic Home, тур по фестивалям и уход Лейре Мартинес
В марте 2023 года La Oreja de Van Gogh приняли участие в музыкальном проекте на платформе HBO Max — Acoustic Home. Группа дала интервью и выступила с акустическим концертом в одной из деревень на Канарских островах. Концерт был опубликован на всех стриминговых платформах. В это время Лейре Мартинес начала работать судьёй в музыкальном талант-шоу на телеканале EITB.
В конце 2023 года группа объявила о летнем туре 2024 года по крупнейшим музыкальным фестивалям Испании, что вызвало восторг у фанатов. Эта идея, задуманная ещё в 2020 году для продвижения альбома Un susurro en la tormenta, была реализована только спустя четыре года из-за пандемии COVID-19. Из-за подготовки к туру работа над новым альбомом была приостановлена.
Тур, начавшийся в марте 2024 года, стал большим успехом, привлекая внимание публики и критиков. Это позволило группе стать испанским коллективом с наибольшим количеством слушателей на Spotify, достигнув пятого места в рейтинге Top 100 испанских артистов и превысив 16 миллионов слушателей в месяц.
В мае 2024 года гитарист группы Пабло Бенегас выпустил свою первую книгу Memoria, в которой рассказал о своём детстве и юности, омрачённых террористической деятельностью ETA, а также о начале пути La Oreja de Van Gogh. Книга была тепло принята поклонниками, а также бывшей солисткой Амайей Монтеро, которая поделилась новостью в своих социальных сетях, демонстрируя дружеские отношения с группой.
Достижения группы в 2024 году
Некоторые из песен группы получили золотые и платиновые сертификации за стримы в Испании:
- Золотой диск: «Pop», «París», «Muñeca de trapo», «Dulce locura», «Inmortal», «La niña que llora en tus fiestas», «Cometas por el cielo», «El primer día del resto de mi vida», «Verano», «Estoy contigo» и «Durante una mirada».
- Платиновый диск: «Cuídate», «20 de enero», «Deseos de cosas imposibles» и «Jueves».
- Дважды платиновый диск: «La playa» и «Puedes contar conmigo».
- Четырежды платиновый диск: «Rosas».

В октябре 2024 года группа опубликовала заявление о том, что Лейре Мартинес покидает коллектив после 17 лет сотрудничества. В сообщении было сказано, что их профессиональные пути расходятся из-за невозможности примирить разные подходы к работе. Лейре в ответ заявила, что не подписывала заявление группы и прокомментирует ситуацию позже.
Уход Лейре вызвал волну поддержки фанатов, многие из которых сочли заявление группы несправедливым. Несмотря на сложную ситуацию, La Oreja de Van Gogh планируют возобновить работу над новым альбомом после завершения фестивального тура, с целью выпуска в 2025 году.

## Стиль группы
Звук группы характеризуется использованием мягких и мелодичных звуков, колеблясь между мелодичными песнями и композициями, которые ближе к поп-року. Обычно группу из Доностии (Сан-Себастьяна) идентифицируют как поп-группу, хотя многие ее поклонники считают, что некоторые композиции находятся очень близко к поп-року. На протяжении своих студийных альбомов группа экспериментировала с различными жанрами, такими как ranchera, босса-нова, танцевальная музыка и электроника. Ее стиль также включает влияния так называемого Donosti Sound или Звука Сан-Себастьяна (термин, который относится к типу музыки, исполняемой другими поп-рок группами из этого баскского города с 80-х годов).
Первый студийный альбом группы, Dile al sol, придерживался более рокового стиля, но с неотточенным звучанием из-за недостатка опыта группы. Альбом был спродюсирован Алехо Стевелем.
Второй альбом, El viaje de Copperpot, продюсированный Найджелом Уокером, включал различные музыкальные стили. Песня «París» включает французские мелодии, а «Los amantes del círculo polar» — смесь электронного поп-звучания.
Lo que te conté mientras te hacías la dormida, снова продюсированный Найджелом Уокером, содержит новые ритмы, такие как муэрга «Geografía», а также «Bonustrack», выделяющийся своим поп-данс стилем, и «Historia de un sueño» с вальсовым ритмом.
Следующий альбом, Guapa, также продюсированный Найджелом Уокером, включает песни с ритмами босса-нова, рок, марьячи и затрагивает такие темы, как наркотики, измены и другие. Два первых сингла выделяются более мрачным звучанием, чем обычно для группы.
Las cinco en el Astoria — пятый альбом группы (и первый с Лейре Мартинес в составе). В этот раз группа снова работает с Найджелом Уокером, но возвращается к своим истокам, демонстрируя более акустическое и гитарное звучание, отказавшись от электронных элементов, характерных для предыдущих альбомов.
Для шестого альбома, Cometas por el cielo, группа меняет продюсера, выбрав шведа Симона Нордберга (первоначально группа думала пригласить Пер Гессле из Roxette). Это изменение продюсера отразилось в более электронном звучании и более быстрых песнях, таких как первый сингл «La niña que llora en tus fiestas» и второй сингл «Cometas por el cielo». Песня «Esta vez no digas nada» имеет более поп-рок звучание, а такие треки, как «Promesas de primavera» и «Las noches que no mueren», относятся к поп-музыке.
Седьмой альбом группы, El planeta imaginario, спродюсированный Ауро Бакейро, демонстрирует зрелость как в текстах, так и в звучании, являясь одним из самых гармоничных и разнообразных альбомов, в котором они даже экспериментируют с уличным регетоном в песне «Camino de tu corazón».
Восьмой альбом, Un susurro en la tormenta, спродюсированный Пако Салазаром, продолжает стиль предыдущего, с более разнообразными и зрелыми текстами, но с более интимными и медленными песнями, чем обычно.

## Состав
- А́льваро Фуэ́нтес (исп. Álvaro Fuentes), род. 17 сентября 1975 (49 лет)
- Ари́ц Га́рде (исп. Haritz Garde), род. 21 января 1976 (49 лет)
- Па́бло Бене́гас (исп. Pablo Benegas), род. 21 июня 1976 (49 лет)
- Ха́ви Сан Марти́н (исп. Xabi San Martín), род. 20 мая 1977 (48 лет)

### Бывшие участники
• Ле́йре Марти́нес (исп. Leire Martínez), вокал (c 2008 по 2024)
• Ама́йя Монте́ро (исп. Amaia Montero) — вокал (c 1996 по 2007)
• Луи́с Мейе́р (исп. Luis Meyer) — гитара (в 1996)

## Дискография

### Студийные альбомы
| Год  | Название                                      | Позиция |
| Год  | Название                                      | ES      |
| ---- | --------------------------------------------- | ------- |
| 1998 | Dile al sol                                   | 1       |
| 2000 | El viaje de Copperpot                         | 1       |
| 2003 | Lo que te conté mientras te hacías la dormida | 1       |
| 2006 | Guapa                                         | 1       |
| 2008 | A las cinco en el Astoria                     | 1       |
| 2011 | Cometas por el cielo                          | 1       |
| 2016 | El planeta imaginario                         |         |
| 2020 | Un susurro en la tormenta                     | 1       |

### Синглы
См. La Oreja de Van Gogh discography#Singles в английском разделе.